# サービスデザイン推進協議会
一般社団法人サービスデザイン推進協議会（サービスデザインすいしんきょうぎかい）は、実態として広告代理店の電通、人材派遣会社のパソナ及びITアウトソーシング会社トランス・コスモスなどが設立に関わった団体である。

## 設立と事業受託
経済産業省によるおもてなし規格認証事業の公募が始まった2016年5月16日に一般社団法人として設立された。定款の作成者名は経済産業省大臣官房情報システム厚生課であるが、この定款の作成者・タイトルが環境共創イニシアチブのそれと同じであり、さらに当団体の設立時における代表理事であった赤池学が環境共創イニシアチブ代表理事を務めている。
設立早々のおもてなし規格認証事業の受託をはじめ、IT導入支援補助金事業など、経産省から2020年持続化給付金事業を含む14事業・総計1576億円分を受託していた。このうち9事業が当団体から電通や電通ワークスの他、パソナ、日本生産性本部などへ丸投げする形で再委託されていた。また5事業は委託と変わらない外注という形態で再委託されていた（外注先は非公表）。
日本におけるコロナ禍による社会・経済的影響により緊急支援的に実施された2020年持続化給付金事業では、当団体の受託費769億円分のうち97%にあたる749億円分が電通に再委託されていたが、残りの事業でも大半が90%以上の割合額で再委託されていた。

### 事業受託実績
これまでに受託してきた主な事業として、以下のものがある。
- 2016年8月 - 中小企業庁「サービス産業海外展開基盤整備事業（おもてなし規格認証）」 - 4700万円[8]
- 2017年度 - 中小企業庁「中小企業・小規模事業者人材対策事業『カイゼンスクール』実施」 - 400万円[9]
- 2018年2月 - 経済産業省「サービス等生産性向上IT導入支援事業（事務局運営業務）に係る補助事業者」〔一者応募〕[10] - 8億7800万円[11]
- 2019年2月 - 中小企業庁「平成30年度第2次補正予算『事業承継補助金』の事務局」〔一者応募〕[12] - 37億7700万円[13]
- 2019年3月 - 経済産業省「サービス等生産性向上IT導入支援事業（事務局運営業務）に係る補助事業者」〔一者応募〕[14] - 38億5700万円[15]
- 2019年4月 - 経済産業省「平成31年度『女性起業家等支援ネットワーク構築補助金』事務局に係る補助事業者」[16]
- 2019年4月 - 経済産業省「平成31年度『女性活躍推進のための基盤整備事業（女性起業家等支援ネットワーク構築事業）』」[17]
- 2020年2月 - 経済産業省「先端的教育用ソフトウェア導入実証事業事（事務局運営業務）に係る補助事業者」〔原文ママ、一者応募〕[18]
- 2020年5月 - 中小企業庁「持続化給付金」[2]

## 持続化給付金事業の受託をめぐる批判

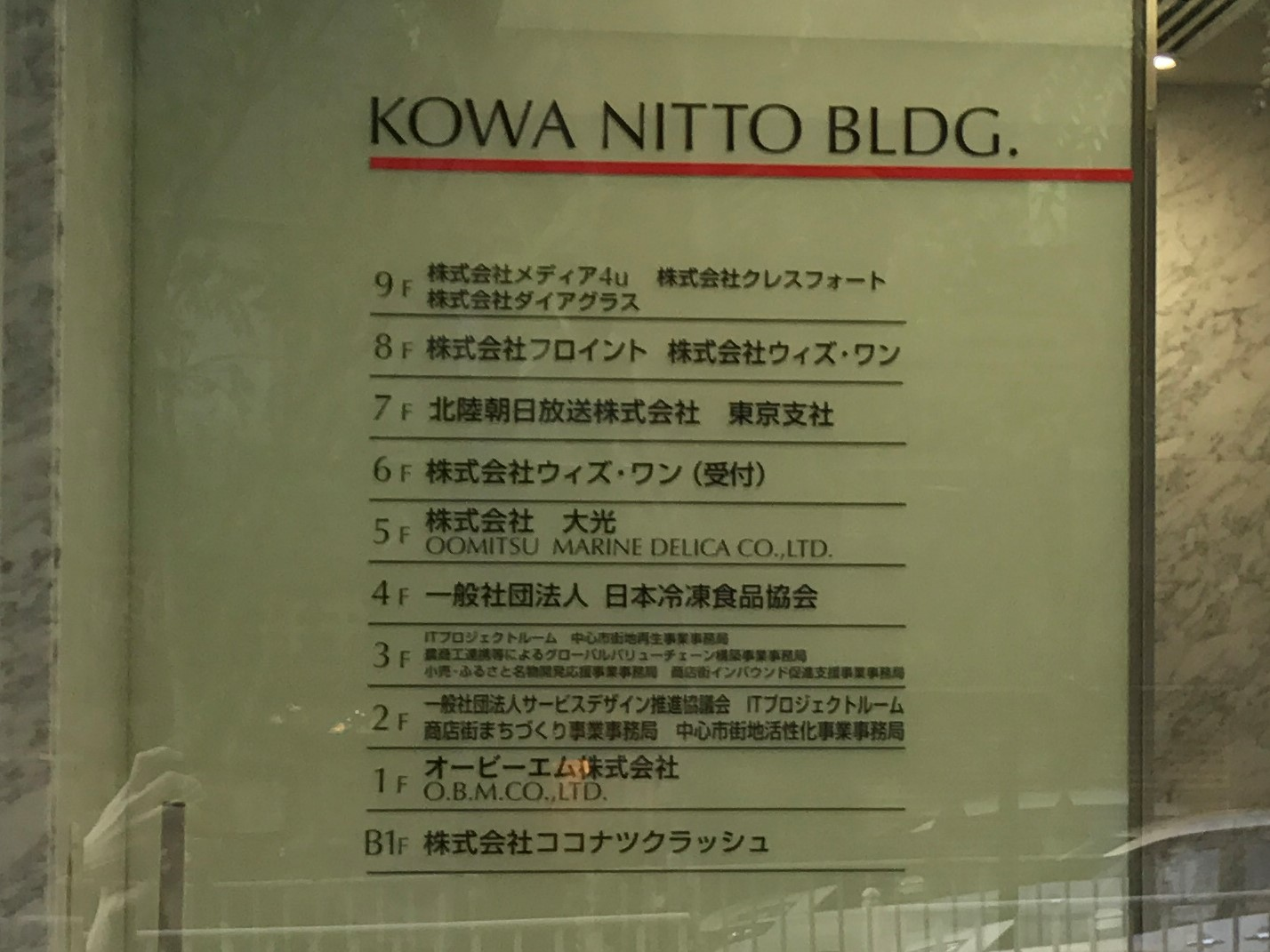
サービスデザイン推進協議会が入居する興和日東ビルのフロアガイド。

2019年新型コロナウイルス感染症の流行に伴う中小企業庁による持続化給付金事業を、当団体はおよそ769億円で受託し、その後電通におよそ749億円で再委託していた。さらに電通から電通ライブ、電通テック、電通国際情報サービス、電通デジタル、電通東日本などに再々委託され、電通ライブからはパソナ、大日本印刷、トランスコスモス、テー・オー・ダブリューなどに再々々委託されていた。その過程で電通本体だけでおよそ104億円、電通グループ子会社6社を含めると少なくとも154億円の緊急支援的意味合いのある公金ないし税金が大規模に"中抜き"されていたことが報じられ、国会審議などで波紋を呼び起こした。これは、キャッシュレス・ポイント還元事業におけるキャッシュレス推進協議会（以下「キ協」）を媒介にした構図等と同じであり、この入札で当団体はキ協に敗れたが、結局キ協から電通を主な再委託先にすることに変わりはなかった。
実態の無い「代表理事」
当団体代表理事の笠原英一は、共同通信の取材に対し「この案件（＝「持続化給付金」）の執行権限がなく、細かいことは分からない。元電通社員の理事に委任している」と答えた。また、TBSの番組サンデージャポンが笠原に直接電話取材を行ったところ、『私はあくまで「お飾り」です』、『私は、サービスデザイン推進協議会が持続化給付金の仕事を受注していたなんて、全然知りませんでした』と答えた。
決算公告の不開示
当団体は法律で義務付けられている決算公告の開示を設立以来、2020年夏まで一度も行っていなかった。
経済産業省との関係
経産官僚であった前田泰宏がテキサス州オースティンで主催したパーティーに当団体の役員理事らが参加していた。当団体の平川健司業務執行理事は、2019年まで電通社員で経産省とのパイプ役だったとされている。
当団体が受注した事業はすべて経産省商務情報政策局サービス政策課からで、前田はその担当大臣官房審議官であった。その後、前田は中小企業庁長官として2020年持続化給付金事業を所管していた。
ビルに入居する他の公共事業の受注者
事務局が入居するビルには、他にも「中心市街地再生事業事務局」「農商工連携等によるグローバルバリューチェーン構築事業事務局」、「商店街インバウンド促進支援事業事務局」、「ふるさと名物開発応援事業事務局」（全て経済産業省の6事業）が入居し、野党からは「電通の“公共政策部”だ」と批判する声が上がった。
持続化給付金事業における入札不適格
持続化給付金事業の入札調書では、サービスデザイン推進協議会は「C」等級であるのに対し、デロイトトーマツファイナンシャルアドバイザリー合同会社は「A」等級であった。競争参加者資格審査事務取扱要領）によると、等級Cの企業が入札に参加できる事業規模は300万円以上1500万円未満であり、700億円超の持続化給付金事業に入札する資格を有さない。サービスデザイン推進協議会がデロイトトーマツファイナンシャルアドバイザリー合同会社に競り勝った理由は明らかにされておらず、国会でこの問題を追及してきた立憲民主党の川内博史衆議院議員は「官製談合の疑いが極めて強い」と指摘している。